# Kraljevska jugoslavenska ratna mornarica
Kraljevska jugoslavenska ratna mornarica bila je grana oružanih snaga Kraljevine Jugoslavije. U sklopu mornarice, djelovala je i riječna flotila (sa sjedištem u Novom Sadu) te mornaričko zrakoplovstvo.

## Povijest
Raspadom Austro-Ugarske po okončanju Prvog svjetskog rata krajem listopada 1918., novoproglašena Država SHS je preuzela cjelokupnu austrougarsku ratnu mornaricu. No, Italija i druge sile Antante ubrzo su zaposjele ratne luke i preuzele brodovlje razdijelivši ga među sobom kao ratnu odštetu ili ratni plijen. Država SHS ujedinila se s Kraljevinom Srbijom u Kraljevinu SHS u prosincu 1918. te se zapovjedništvo jugoslavenske mornarice iz Zagreba seli u Beograd, u okrilje novoosnovanog Ministarstva vojske i mornarice. Gubitkom Istre, Rijeke, Zadra i otoka u korist Italije 1921., glavne luke mornarice postaju Šibenik, Split, Gruž i Kotor. Mnogi bivši austrougarski mornarički časnici su bili prekobrojni ili su bili otežano primani u novu ratnu mornaricu. Kako su stožer i vrh oružanih snaga Jugoslavije u prvim godinama činili uglavnom srbski časnici bez puno razumijevanja ili zanimanja za mornaricu, proračun i skrb države su bili nedostatni. Mornarica je isprva posjedovala samo zastarjele stare austro-ugarske brodove te su polako opremani i nabavljani novi brodovi i podmornice, uglavnom u inozemstvu. 1923. ustrojena je vojna pomorska akademija u Gružu te škola za dočasnike u Šibeniku. Ustrojeno je i mornaričko zrakoplovstvo. Kako bi se zainteresiralo širu jugoslavensku javnost za mornaricu i pomorstvo, osnovano je i društvo Jadranska straža, koje se bavilo promidžbenom i izdavačkom djelatnošću. Sudjelovalo je i u nabavi školskog broda, jedrenjaka Jadran. 
1926. jugoslavenska mornarica nabavila je prvi značajniji brod, bivšu njemačku krstaricu SMS Niobe, preimenovanu u Dalmacija. Sljedeće godine, u Britaniji su naručena i nabavljena dva torpedna čamca klase Uskok, kao i prve podmornice Hrabri i Nebojša. 1928. – 1929. u Francuskoj su naručene i stavljene u službu dvije podmornice klase Osvetnik. U svibnju i lipnju 1929. eskadron mornarice sastavljen od krstarice Dalmacija, broda Hvar i dvije podmornice klase Hrabri posjetio je Maltu, Krf i Bizerte. Uskoro su naručeni i izgrađeni razarači Beograd, Ljubljana i Zagreb. U nesreći tijekom uplovljavanja kroz šibenski kanal sv. Ante u siječnju 1940. oštećen je i potom potonuo novi razarač Ljubljana. Kasnije je izvađen i popravljen. 

### Travanjski rat 1941.
Prilikom invazije na Jugoslaviju 1941. mornarica je simbolično djelovala protiv nastupajućih Talijana koji su nadirali sa sjevera, iz Albanije (koju su prethodno okupirali) te sa zapada prema svojoj enklavi Zadru. Talijansko i njemačko zrakoplovstvo i mornarički hidroavioni napali su i bombardirali baze u Šibeniku, Divuljama, Boki. U sklopu jugoslavenske pripreme za napad na Zadar (tada dio Italije), 9. travnja flotila predvođena razaračem Beograd okupila se u Šibeniku kako bi napadom preduhitrila i onemogućila uspostavu talijanskog mostobrana prema Zadru, no talijansko zrakoplovstvo ih je pogocima natjeralo na povlačenje. Talijanske snage su zarobile gotovo čitavu jugoslavensku flotu. Prigodom bezuvjetne kapitulacije Jugoslavije 17. travnja, članovi posade razarača Zagreb u Boki kotorskoj, časnici Sergej Mašera i Milan Spasić, odlučili su potopiti razarač kako ne bi pao u talijanske ruke i zajedno s njime otići na dno. Hrvatska posada torpiljarke u Šibeniku po napadu na Jugoslaviju se pobunila i istaknula hrvatsku zastavu. Dio brodova iz Boke prije dolaska Talijana uspio je otploviti prema Grčkoj kako bi se pridružio saveznicima i nastavio borbu protiv Sila osovine na Mediteranu.

## Naslijeđe
Nakon rata, nova Jugoslavenska ratna mornarica vukla je korijene od partizanske mornarice koju su osnovali hrvatski partizani u Makarskom primorju u rujnu 1942. Sukladno tome, kraljevska jugoslavenska mornarica ostavila je vrlo malo utjecaja i tradicija na sljednike na istočnoj obali Jadrana. Jedini preživjeli brod KJRM je jedrenjak Jadran, danas u sastavu Mornarice Crne Gore. Predmet je spora oko vlasništva i razdiobe zajedničke imovine nakon raspada Jugoslavije između Hrvatske i Crne Gore.

## Zapovjednici
- Dragutin Prica 31.10.1918. – 30.11.1918. (povjerenik za mornaricu Narodnog vijeća u Zagrebu)
- Ciril Metod Koch 1.12.1918. – 1.9.1920.
- Viktor Wickerhauser 2.9.1920. – 17.10.1923.
- Dragutin Prica 22.10.1923. – 18.10.1929.
- Viktor Wickerhauser 18.10.1929. – 7.4.1932.
- Nikola Stanković 7.4.1932. – 6.3.1934.
- Marijan Polić 7.3.1934. – 17.4.1940
- Julijan Luterotti 18.4.1940. – 3.4.1941.
- Emil Domainko 3.4.1941. – 17.4.1941.

## Vanjske poveznice
- Porinuće razarača Dubrovnik u Glasgowu, 1931. British Pathé. YouTube.